# 張虎崗
張 虎崗（チャン・ホガン、朝鮮語: 장 호강、1916年4月30日 - 2009年10月17日）は、日本統治時代の朝鮮の独立運動家、大韓民国の軍人、詩人。最終階級は陸軍准将。

## 生涯
平安北道の鉄山郡高城面出身。父は牧師の張寛善、母は勧師の洪聖山であり、二男一女の中で次男として生まれた。父は105人事件で検挙され、後に満州に亡命したことから、家は監視対象であった。1920年、幼くして満州に移住。独立軍が運営する学校で教育を受けた。奉天師範学校卒業。
1937年頃、河南省の軍区（戦区？）直属の将校養成所で中国軍少尉となった。中国軍は日本軍の情報を得るために日本語を話せる人材を必要としており、張虎崗は日本語を話せることから特別採用され、1年ほどの訓練で将校となった。さらに昇進も早く5年程度で少校になったという。第24集団軍（長：龐炳勲）情報処で勤務していたが、1943年4月、所属部隊が太行山脈で日本軍5個師団に包囲されて降伏し、部隊ごと和平建国軍に編入された。しかし、同年から光復軍第1支隊の工作員と接触しており、何人かを第1支隊に送った。1944年には第3支隊工作員の趙東麟と接触し、金学奎の命令を受けて軍内の地下工作に従事した。しかし趙東麟と工作員の1人が捕まったことから安徽省に逃亡。その後、長らく名ばかりの存在だった光復軍第3支隊の正式編成に携わり、副官主任、旧日本軍支配地域の韓僑保護に奔走する。終戦後は済南·青島特派団長。
帰国後、1948年に陸軍士官学校8期生特別第4班に入学。卒業後、第3師団に配属され、師団長崔徳新の専属副官。しかし同じ光復軍出身でも崔徳新とはよく知る仲ではなかったことや情報将校出身であることから、1か月後に同師団の情報処補佐官となり、後に高級副官となった。東海岸にゲリラが上陸すると第3師団が出動し、師団長が崔徳新から李應俊に交代すると特別討伐隊長に任命。ゲリラが隠していた大量の銃を発見し、この功績から大統領表彰を受けた。ゲリラ討伐が終了すると、陸軍歩兵学校高等軍事班に入学。3か月の教育を終えると、少領となり陸軍本部司祭課に配属。
朝鮮戦争が勃発すると、金白一が侵攻部隊の阻止と敗残兵収容を目的とした将校連隊を編成し、張はこの部隊の第3大隊長となって倉洞戦線に派遣された。6月28日に帰還すると国防部も陸軍本部ももぬけの殻で、そこから漢江を渡って始興戦闘司令部に合流した。陸軍本部指揮所が大邱まで後退すると第8師団高級副官となり、永川の戦いを経験した。1950年11月末、中国人民志願軍の攻勢によって行方不明となった金永魯の後任として第21連隊長に任命。1953年5月5日、第52連隊長。854高地及び812高地の戦闘に参加。
1962年11月、遊撃戦闘団創設方案研究のための軍事視察団要員としてベトナムに派遣される。視察団員はこの経験を基にのちのベトナム派兵と韓国軍遊撃戦の強化に大きく貢献し、張虎崗は1965年の戦闘部隊派兵時に選抜隊長としての任務を遂行した。
第38、第25師団長を経て、軍需基地副司令官で予備役編入。

## 年譜
- 1937年：中央軍官学校幹部訓練班卒業
- 1945年：光復軍第3支隊副官主任
- 1949年：陸軍士官学校8期特別第4班（少尉）
- 1950年11月：第21連隊長
- 1951年：国防部賞典課長
- 1953年5月：第52連隊長
- 1956年11月：慶北兵事区司令官
- 1961年：国防大学院修了、第2軍団参謀長
- 1962年：准将、特戦監
- 1965年4月：第38師団長
- 1966年7月：第25師団長
- 1967年12月：軍需基地副司令官
- 1969年7月：予備役編入、韓国光復会常任委員
- 1971年：独立運動史編纂委員　韓中日報主筆
- 1973年：韓中日報副社長兼主筆
- 1974年：大陸問題研究所所長
- 1977年：韓国光復会事務局長
- 1978年：援護奨学会理事長参戦詩人協会長

## 著書
- 銃剣賦
- 虎崗戦争詩選
- 抗戦の祖国
- 花郎霊歌